# ألفرد أغسطس ستوكتون
ألفرد أغسطس ستوكتون هو محامي وسياسي كندي، ولد في 2 نوفمبر 1842 في Studholm Parish, New Brunswick ‏ في كندا، وتوفي في 15 مارس 1907 في أوتاوا في كندا. نشط حزبياً في حزب كندا المحافظ. وقد انتخب عضو مجلس العموم الكندي.